# Hromkočky
Hromkočky (v anglickém originále ThunderCats) je americký animovaný televizní seriál o skupině kočkovitých humanoidů, kteří musí uprchnout ze své planety, které hrozí zničení. V premiéře byl vysílán v letech 1985–1989. Přistanou na planetě zvané Třetí Země, kde bojují s nemrtvým Mumm-Rou a jeho armádou různých zvířecích mutantů. V Česku byl vysílán na televizní stanici Supermax.